# Trelleborg
Trelleborg es la ciudad más meridional de Suecia situada en el municipio de Trelleborg en la provincia de Escania. Tiene unos 30 000 habitantes.

## Etimología
El nombre se encuentra en muchos lugares de Escandinavia. Borg significa castillo o fortaleza y träl puede significar esclavitud, pero también puede referirse a los postes inclinados en el exterior de la fortaleza vikinga medieval. Los restos de la fortaleza original se excavaron en 1988.
El nombre también puede tener su origen en la fortaleza que aún se conserva en el centro de la ciudad. Se han encontrado fortalezas como ésta en varios lugares de Escandinavia, sobre todo en el sur de Suecia y Dinamarca, y todas se llaman trelleborgs. Es probable que el nombre tenga su origen en ese borg.

## Historia

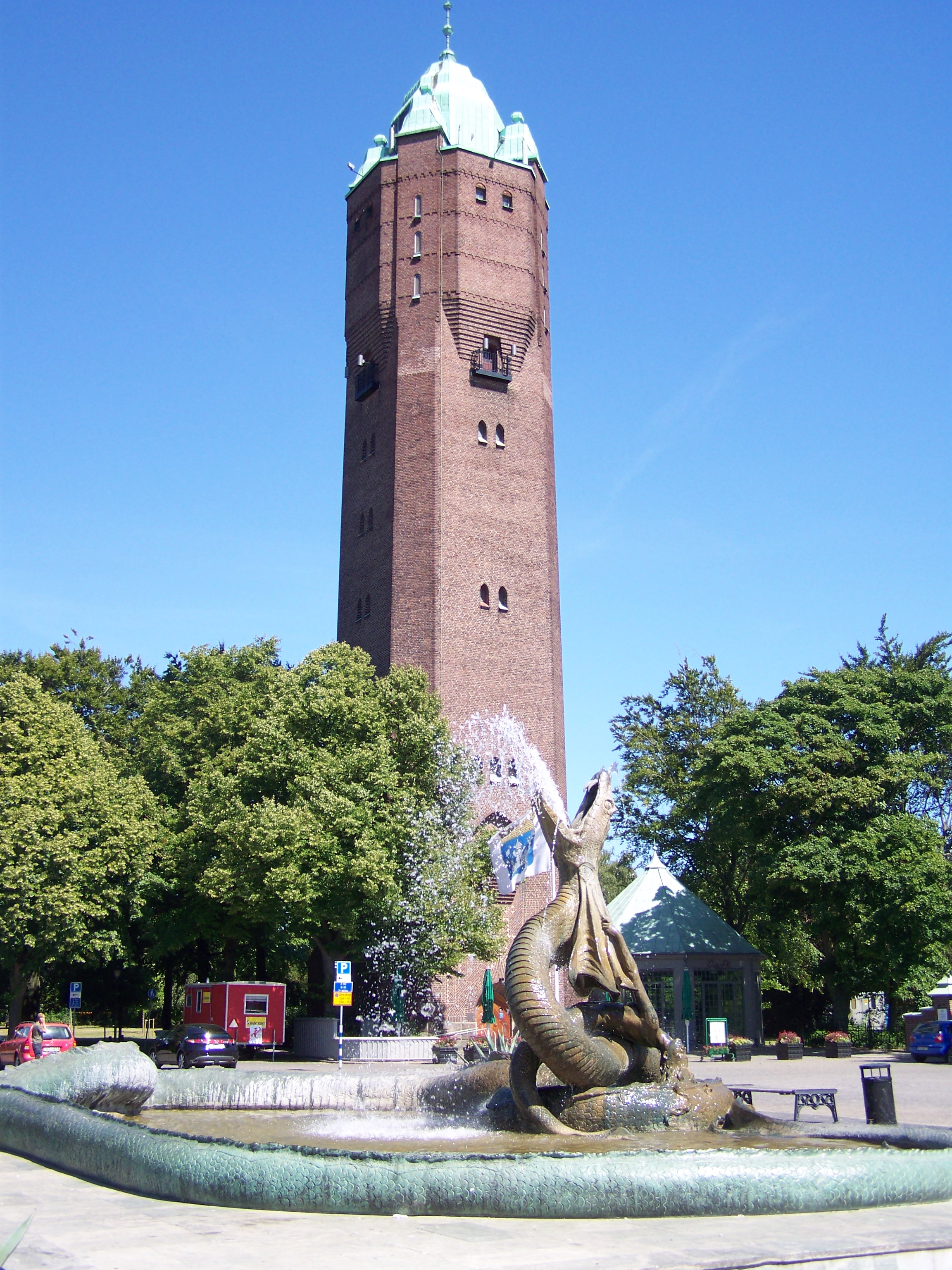
Plaza de Trelleborg.

Los primeros documentos escritos que marcan la existencia de Trelleborg datan de 1257, cuando esta y la ciudad de Malmö fueron presentadas por la familia real danesa como un regalo de boda para el Príncipe Valdemar de Suecia, aunque pronto fueron reconquistadas por los daneses. Las primeras referencias de su nombre se remontan a 1291 como Threlæburgh. Perteneció a Dinamarca hasta 1658, cuando Suecia logró Escania gracias al Tratado de Roskilde.
En tiempos medievales Trelleborg era una importante localización para la pesca de arenques. Esto provocó que la ciudad fuera un importante centro mercantil, con presencia de pescadores y comerciantes internacionales, algunos de ellos alemanes. En 1619 un incendio asoló la ciudad, por lo que el rey de Dinamarca decidió que solo hubiese una ciudad mercantil en la zona. Así, Malmö pasó a ocupar en exclusiva el lugar de Trelleborg.
La ciudad recuperó su condición de ciudad mercantil en 1840. No fue hasta 1867 cuando recuperó sus derechos como ciudad de Suecia, tras las reiteradas peticiones de algunos habitantes de la ciudad al Parlamento sueco para que las reclamaran como territorio sueco. La reforma local de gobierno de 1971 convirtió a Trelleborg en el punto central del Municipio de Trelleborg, que cubría las zonas urbana y rural.
A final del siglo XIX pasó a ser una ciudad industrial, y varias compañías sustentaron la fundación de la moderna Trelleborg. Entre ellas destacan la compañía de ferry, el empresario Johan Kock u otras compañías como Akzo Nobel Inks o Perstorp en la década de 1950. Trelleborg continúa orientada como una ciudad para trabajadores y en política es uno de los feudos habituales del Partido Socialdemócrata Sueco.
Trelleborg posee el segundo puerto más grande de Suecia, por detrás de Gotemburgo. Debido a su situación geográfica, es uno de los puertos más visitados para viajar de Suecia a Alemania a través de los ferris, que transportan a múltiples pasajeros desde 1897.  Trelleborg cuenta también con un equipo de fútbol, el Trelleborgs FF, que participa en la división uno.